# Second Ave Maria
Le second Ave Maria, op. 176, est une œuvre de la compositrice Mel Bonis.

## Composition
Mel Bonis compose son second Ave Maria pour soprano et ténor en chœur avec accompagnement d'orgue. Le manuscrit ne comporte pas de date et l'œuvre est encore inédite.

## Sources
- Étienne Jardin, Mel Bonis (1858-1937) : parcours d'une compositrice de la Belle Époque, 2020 (ISBN 978-2-330-13313-9 et 2-330-13313-8, OCLC 1153996478, lire en ligne)